# フィルベルトン
フィルベルトン（英: Filbertone）は5-メチル-2-ヘプテン-4-オンの通称で、ヘーゼルナッツの香りの主成分である
。香粧品用香料や、アメリカのGRASに適合した食品香料として利用される。フィルベルトンはヘーゼルナッツ油に含まれることから、安価なヘーゼルナッツ油とオリーブオイルを混合した粗悪品を検出する手掛かりとなる。天然に存在するものは鏡像異性体の混合物であるが、合成によるものはR体・S体を作り分けることができる。